# リングリング・ブラザーズ・アンド・バーナム・アンド・ベイリー・サーカス
リングリング・ブラザーズ・アンド・バーナム・アンド・ベイリー・サーカス (Ringling Bros. and Barnum & Bailey Circus) は、かつてアメリカ合衆国にあったサーカス団である。解散まで自前のサーカス列車を所有し、巡業に用いていたことでも知られていた。このサーカス列車の様子は、米国のヒストリーチャンネル番組「マットの鉄道万歳!」で取り上げられたこともある。

## 歴史

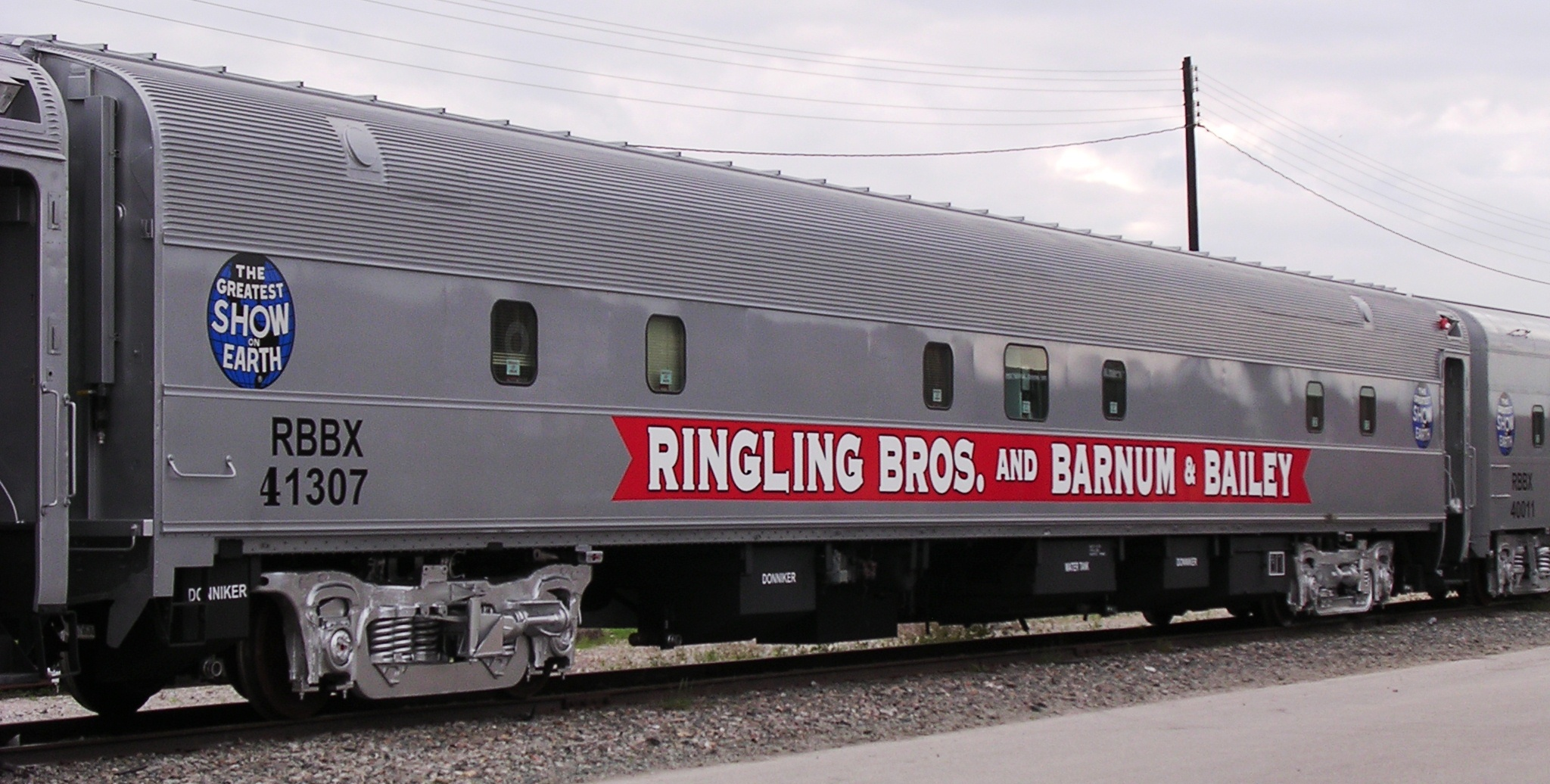
興業列車

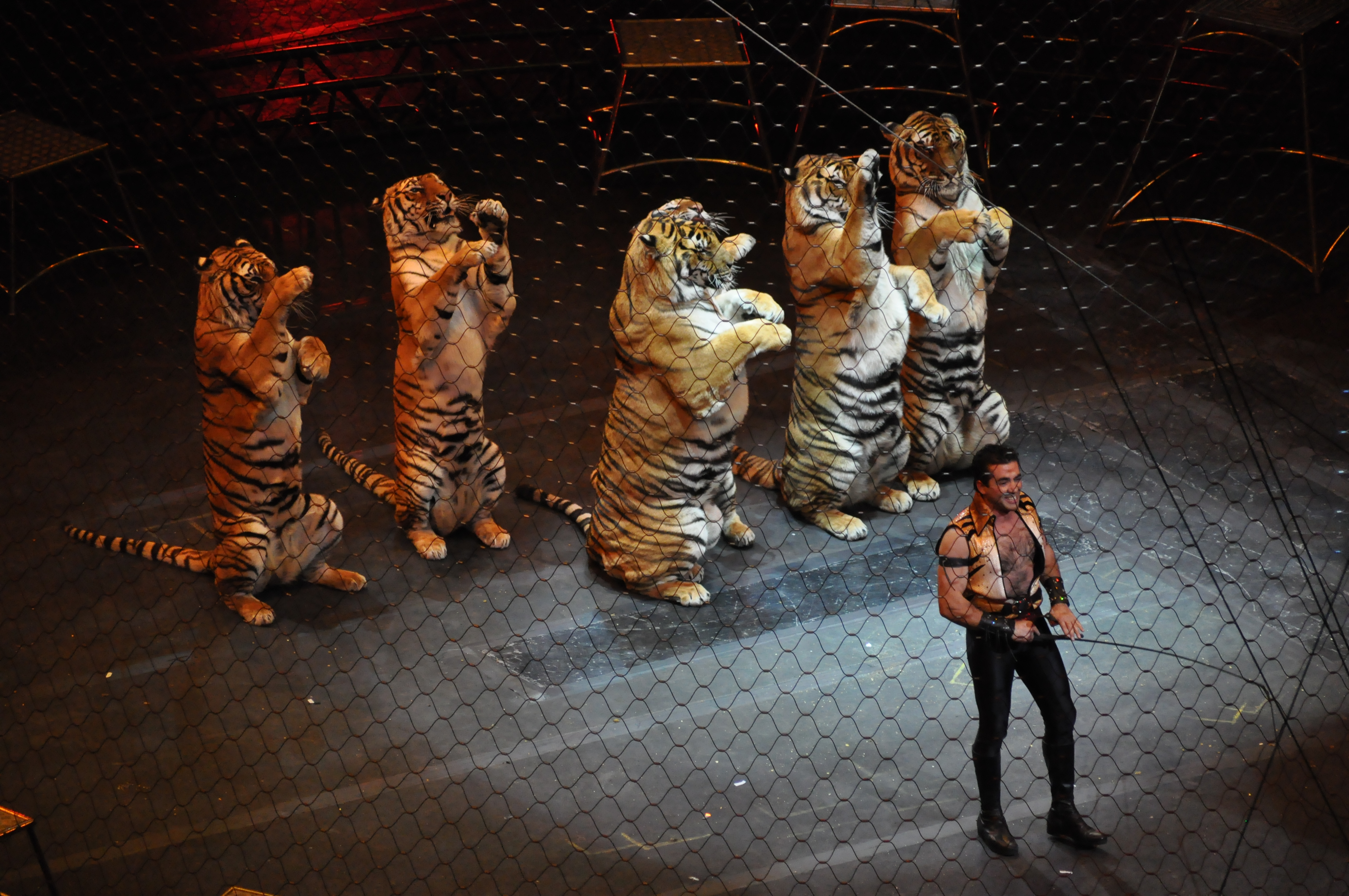
芸を披露するトラ

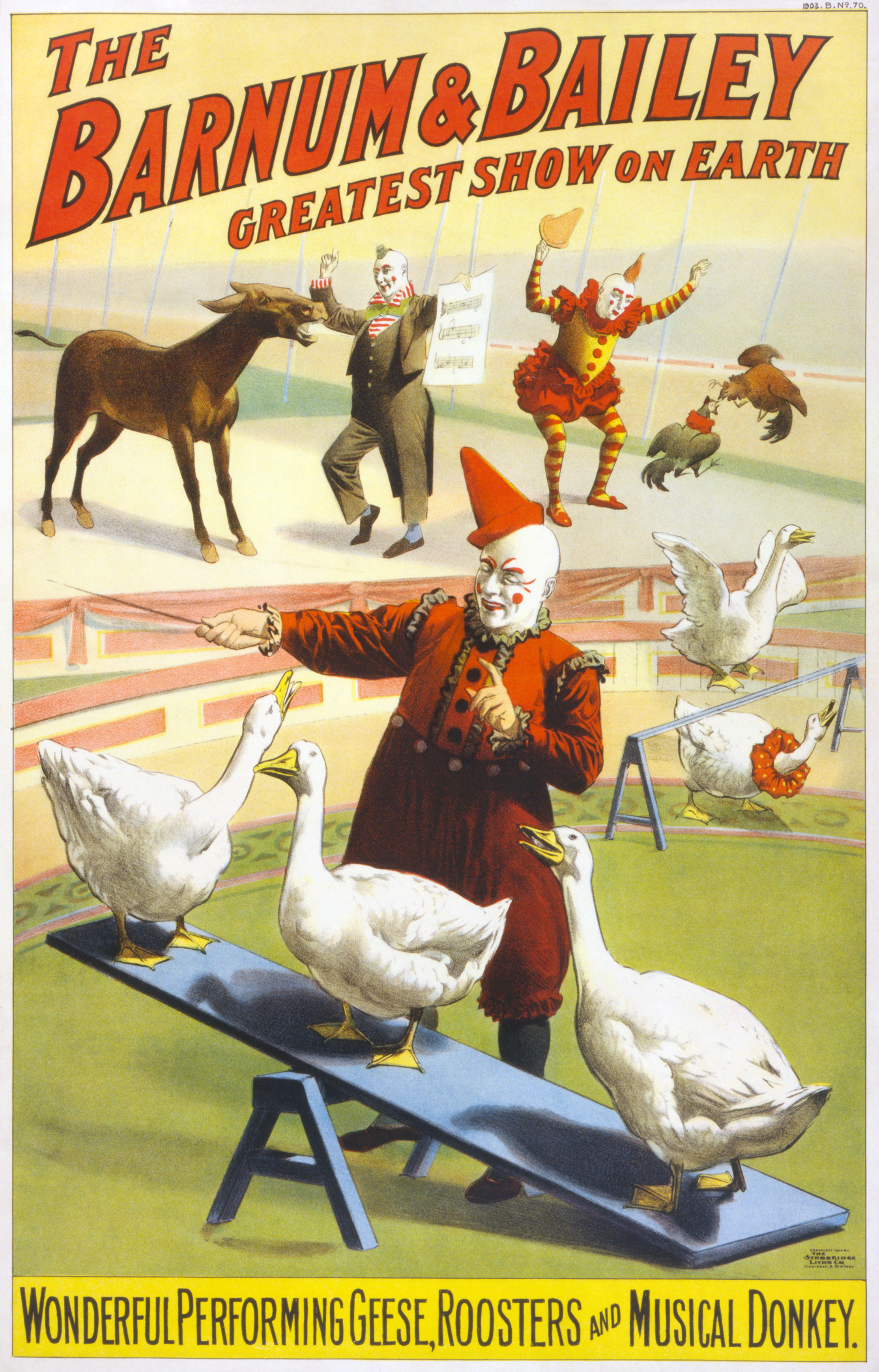
バーナム・アンド・ベイリー・サーカスのポスター (1900年)

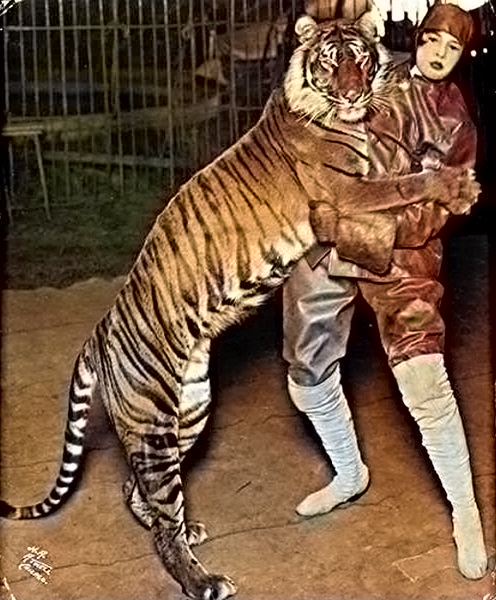
サーカス内で飼育されていたと思われるバリトラ。一緒に写っているのは、アメリカ人女性初のライオン調教師, ローズ・フランダース・バスカム。(1914年)

1880年代、バーナムとベイリーが合併する。1907年にウィスコンシン州バラブーのサーカスを経営するリングリング兄弟 (Ringling Brothers) が、バーナム・アンド・ベイリー・サーカス (the Barnum and Bailey circus) を買収、1919年に合併したことで発足した。規模は、車輌90輌、従業員1540人、ウマ450頭、ゾウ40頭、フットボール場2つ分の大テント、観客席が11000人分、「地上最大」で「最高の知名度」と言われた。
1944年7月6日、コネチカット州ハートフォードで公演中に火災が発生し、168名もの死者が出た。消火活動にはピエロらが参加していたことから、「ピエロが泣いた日」と呼ばれた。
リングリング・ブラザーズとバーナム・アンド・ベイリー・サーカスは、合併以前と以後も、他の多くの米国サーカスを頻繁に買収することで成長して行き、実演興行界において支配的な立場に至った。
2015年3月5日、観客の嗜好の変化や規制上の問題を理由に2018年までにゾウの芸を取りやめると発表した。所属するアジアゾウ13頭は引退させるという。なお、動物愛護団体が動物の芸について批判を強めていた。ゾウのショーを中止後、観客の入りが悪くなり経営的に成り立たなくなったことから、2017年1月に、5月の興行をもって解散することを公表。5月21日にナッソー・ベテランズ・メモリアル・コロシアム（ニューヨーク州）で最後の公演が行われた。
2023年に、動物をパフォーマンスに用いずにツアーを再開させると公表した。2023年秋に50都市を巡るツアーを行う予定という。今も公演を続けている。